# Sarcophaga cavagnaroi
Sarcophaga cavagnaroi är en tvåvingeart som först beskrevs av Carroll William Dodge 1965.  Sarcophaga cavagnaroi ingår i släktet Sarcophaga och familjen köttflugor.
Artens utbredningsområde är Guatemala. Inga underarter finns listade i Catalogue of Life.